# Robert Kennaway Douglas
Robert Kennaway Douglas, född den 23 augusti 1838 i grevskapet Devon, död den 20 maj 1913, var en brittisk orientalist.
Douglas tjänstgjorde från 1858 som tolk, ambassadtjänsteman och vice konsul i Kina, anställdes 1865 i British Museum vid avdelningen för kinesiska och japanska skrifter, befordrades 1880 till biträdande kustos med tillsyn även över kartavdelningen och blev 1892 kustos för den orientaliska bok- och manuskriptavdelningen. Från 1873 var Douglas professor i kinesiska vid King's College i London. Han utgav en katalog över de kinesiska böckerna och manuskripten i British Museum (1876) och en katalog över kartorna där (1885), arbetena Life of Jenghiz khan (efter kinesiska källor, 1877), Confucianism and taouism (1879), China (1882), A chinese manual (1889) med flera samt populärvetenskapliga verk rörande Kinas sociala förhållanden. Douglas lämnade artiklar om östasiatiska ämnen till Encyclopædia Britannica (9:e upplagan).